# サユバ・マンデ
サユバ・マンデ（Sayouba Mandé 、1993年6月15日 - ）は、コートジボワール・アビジャン出身のプロサッカー選手。コートジボワール代表。オーデンセBK所属。ポジションは、ゴールキーパー。

## 来歴

### クラブ
2012年3月、7月31日までの契約でスターベクIFにレンタル移籍。ノルウェー・カップで2試合に出場した後、3月20日のFKハウゲスン戦でリーグ戦デビュー。

### 代表
2014年3月5日に開催されたベルギーとの親善試合で代表初キャップ。2014 FIFAワールドカップ参加メンバーにも選ばれた。

## 代表歴

### 出場大会
- コートジボワール代表
  - 2014 FIFAワールドカップ

### 試合数
- 国際Aマッチ 5試合 0得点（2014年-2018年）[3]

| コートジボワール代表 | 国際Aマッチ | 国際Aマッチ |
| 年                   | 出場        | 得点        |
| -------------------- | ----------- | ----------- |
| 2014                 | 1           | 0           |
| 2015                 | 3           | 0           |
| 2016                 | 0           | 0           |
| 2017                 | 0           | 0           |
| 2018                 | 1           | 0           |
| 通算                 | 5           | 0           |

## タイトル
コートジボワール代表
- アフリカネイションズカップ: 2015